# Wily Tower
Wily Tower (ワイリータワー?, Wairī Tawā) è un videogioco a piattaforme per arcade edito dalla Irem nel 1984. Il titolo venne concesso in licenza alla Memetron per la distribuzione in Occidente come Atomic Boy.

## Trama
Zero, un supercomputer costruito dagli umani si ribella ai suoi creatori. Ora tocca a un operaio arrivare all'ultimo piano dell'edificio dove cui si trova e disattivarlo spegnendogli il suo grande interruttore di potenza. 

## Modalità di gioco
Wily Tower si articola in cinque livelli scorrevoli dal basso verso l'alto e visualizzati di profilo. I livelli sono ambientati nei piani del complesso che ospita il suddetto Zero, strutturati da piattaforme in tubo metallico e in cui sono localizzati degli interruttori di potenza. Il giocatore prende il controllo di un operaio, il quale dovrà disattivare tutti questi interruttori al fine di mettere in funzione l'ascensore che lo porta al piano successivo.
L'operaio, camminando e arrampicando sui tubi, non deve farsi toccare dagli anelli elettrici che circolano per i tubi e dai piccoli robot rossi che emettono corrente, perché potrebbe perdere una vita. Li può evitare compiendo semplici salti, oppure, saltando sopra i generatori, elimina gli anelli o stordisce i robot mediante l'invio di impulsi di disturbo lungo i tubi da entrambe le direzioni. I robot una volta storditi possono venire calciati per sconfiggerli. In ogni generatore sono contenute cinque cariche, quindi il giocatore deve usarle con parsimonia.
Una delle vite a disposizione viene persa anche allo scadere del tempo, rappresentato dai punti bonus che decrescono e vengono aggiunti al punteggio base una volta superato il livello. E quando saranno esaurite la partita finisce.